# Oberon (Weber)
Oberon, or The Elf King's Oath és una òpera en tres actes de Carl Maria von Weber, amb llibret de James Robinson Planché, basat en Oberon de Christoph Martin Wieland. S'estrenà al Covent Garden de Londres el 12 d'abril de 1826, dirigida per George Thomas Smart.

## Origen i context
Encarregada per Charles Kemble, Weber es va embarcar en aquest projecte en contra del consell mèdic per raons financeres. Va viatjar a Londres per completar la música abans de la reeixida estrena de l'òpera, però va destruir la seva salut en el procés, i va morir a Londres el 5 de juny del mateix any.

## Argument

### Acte I
Al palau d'Oberon
(Cor d'elfs: "Light as fairy feet.") Puck conta que Oberon i Titània s'han barallat i que han jurat no reconciliar-se fins a trobar una parella d'enamorats la fidelitat dels quals puga suportar qualsevol calamitat fins a la mort. Aviat Oberon lamenta aquest jurament i ofereix la seua ajuda al cavaller Huon de Bordeus, qui ha matat un parent de l'Emperador Carlemany en pròpia defensa, i que només serà perdonat sota una condició: ha d'anar a Bagdad, matar l'home que estiga assegut a l'esquerra del califa, besar la princesa Reiza i fer-la la seua muller (una prova gairebé impossible!). Oberon fa que Reiza se li presente en somnis a Huon, i que Huon se li presente en somnis a Reiza, de manera que l'amor naix entre ells. Dona a Huon una trompa màgica, la subjugadora música de la qual el protegirà del perill. A més, si toca la trompa amb força, el mateix rei dels elfs acudirà en persona en la seua ajuda. També li proporciona un got buit, que té la meravellosa qualitat d'omplir-se en apropar-hi els llavis. Després transporta Huon i Scherasmin a Bagdad amb la seua vareta màgica. (Ària, Huon: "Bred to the camp from early youth.")
Canvi d'escena: a l'harem de Bagdad
Reiza ha de casar-se amb el príncep Babekan. (Ària: "Yes, O lord! my life, my salvation.") Fàtima, la seua esclava, li informa de l'arribada d'Huon a Bagdad.

### Acte II
Saló de palau del califa
Huon aconsegueix penetrar al saló, dona mort al príncep Babekan, qui seu a l'esquerra del califa, besa Reiza com la seua nova promesa. El poder màgic de la trompa els ajuda a fugir.
Canvi d'escena: jardí del palau
Scherasmin troba Fàtima i tracta de seduir-la. (Ària, Fàtima: "Arabia's desolate child.") Huon arriba amb Reiza i Oberon. El rei dels elfs, després d'alertar-los contra qualsevol infidelitat, els condueix sans i estalvis fins al port d'Askalon. (Quartet: "On the blue sea.")
Canvi d'escena: una gruta en una illa deserta.
Per posar a prova la fidelitat dels enamorats Puck ordena els follets (Puck: "Spirite of the air, the earth and sea") fer naufragar el vaixell d'Huon i Reiza. Huon porta Reiza a terra i se'n va a la recerca d'ajut. Sola, Rezia albira un vaixell i li fa senyals. (Ària: "Ocean, thou mighty monster.") Es tracta d'un vaixell pirata, i els corsaris rapten la princesa. Els follets condueixen Huon a Tunis, el cau dels corsaris.
Canvi d'escena
Cançó de les sirenes. ("How delightful the waves.") Oberon i Puck reuneixen els follets per a dansar sota la llum de la lluna.

### Acte III
Jardí de l'Emir de Tunis
Fàtima s'hi troba com a esclava. (Ària: "Arabia, my country.") Scherasmin, qui també ha estat rescatat de les aigües, la troba. (Duet: "On the banks of the Garonne.") Troben a Huon, li conten que ara Reiza és una esclava i li aconsellen que intente rescatar-la disfressat de guàrdia. (Tercet: "I must myself disguise.")
Canvi d'escena: saló del palau de l'Emir
(Cavatina, Reiza: "Grieve, my heart.") Almanzor sol·licita a Reiza els seus favors, però és rebutjat. L'Emir tracta Roshana, la favorita oficial, amb fredor, i ella jura venjar-se'n. Roshana ordena la presència d'Huon. Ell es mostra eufòric perquè creu que es trobarà amb Reiza. ("I rejoice in new hopes.") Quan veu que es tracta de Roschana, qui vol aconseguir el tron amb ell, i li demana que assassine Almanzor, queda consternat; a més la parella és sorpresa per l'Emir i Huon és condemnat a mort.
Canvi d'escena: davant del palau
Reiza i Huon estan a punt de ser cremats vius, quan Scherasmin troba la trompa perduda, i, amb un fort bufit, convoca Oberon. Atés que els enamorats han respectat llur jurament de fidelitat i han permès la reconciliació d'Oberon i Titània, Huon, Reiza, Scherasmin i Fàtima són transportats a Aquisgrà, on són rebuts i coberts d'honors per l'Emperador Carlemany.